# Луба, Ян Фаустин
Ян Фаусти́н Лу́ба (пол. Jan Faustyn Łuba; начало XVII в — 23 сентября 1648) — польский шляхтич из Подляшья. Был первым из самозванцев, выдававших себя за чудом спасшегося царевича Ивана Дмитриевича — сына российского правителя Лжедмитрия II и Марины Мнишек; в некоторых работах называется лже Иван Дмитриевич I или лже-Ивашка I.
Ян Луба был несознательным обманщиком: на протяжении долгого времени он верил, что является русским царевичем, так как это ему внушали с детства. Он никогда не предъявлял своих претензий на Московский престол и фактически был лишь орудием в политических играх между Речью Посполитой и Русским царством. Так, например, после военных действий, происходивших с 1609 по 1618 год, между двумя государствами остались нерешённые политические и территориальные вопросы. Возможно, что польская шляхта планировала использовать самозванца в своей борьбе против российского царя Михаила Фёдоровича.

## Происхождение
Ян Фаустин Луба родился в начале XVII века. Он был сыном польского шляхтича Дмитрия Лубы, родом из Подляшья. Мать Яна Фаустина звали Марина. В 1610 году Дмитрий Луба в составе армии коронного гетмана Жолкевского отправился в поход на Москву. Шляхтич взял с собой в поход жену и маленького Лубу. В Москве или под Москвой Дмитрий Луба был убит. Его жена Марина была захвачена в плен и заключена в тюрьму, где умерла. Таким образом Ян Фаустин, путешествовавший с родителями, стал сиротой. Его усыновил боевой товарищ Дмитрия шляхтич Белинский.

## Обстоятельства появления самозванческой интриги и её спад
В 1614 году находившийся в Москве Белинский, желая выслужиться перед польскими властями, стал планировать спасение царевича Ивана Дмитриевича — трёхлетнего сына Лжедмитрия II и Марины Мнишек, которого московское правительство приговорило к казни, как опасного конкурента недавно избранному царю Михаилу Фёдоровичу Романову. Шляхтич планировал подменить царевича Яном Лубой. Однако Белинский опоздал и Иван Дмитриевич был казнён. После этих событий шляхтич провозгласил самого Яна Лубу чудом спасшимся сыном русского царя Дмитрия Ивановича (Лжедмитрия II) и отвёз его в Речь Посполитую. По совету панов Белинский объявил о «царевиче» королю Сигизмунду III и сейму.
На сейме шляхтич рассказал о чудесном спасении сына Марины Мнишек. По его версии выходило, что после гибели царя Дмитрия в окрестностях Калуги в декабре 1610 года его жена Марина Мнишек, опасаясь за жизнь своего сына, отдала царевича Ивана шляхтичу Белинскому «на сбережение». Себе же Марина якобы взяла другого младенца, которого и повесили в Москве. В то время, после военного конфликта 1609—1618 годов между Речью Посполитой и Русским царством, не были улажены политические и территориальные разногласия. Так, например, после заключения перемирия в 1618 году сын польского короля Владислав не отказался от своих претензий на московский престол и продолжал именовать себя русским царём. В связи с этим король Сигизмунд III и сейм признали самозванца истинным сыном царя Дмитрия, не исключив возможность использовать лже-Ивашку как орудие в борьбе против власти русского царя Михаила Фёдоровича.
Около 1619 года Яна Лубу отдали на воспитание литовскому канцлеру Льву Сапеге, назначив на его годовое содержание 6 тыс. золотых. О своём истинном происхождении Ян Луба долгое время ничего не знал. Сапега перевез его в Брестский Симеоновский монастырь, где литовский канцлер поручил игумену Афанасию обучать «царевича Ивана» русскому, польскому и латинскому языкам. В монастыре мальчик воспитывался и обучался 7 лет. Между тем польское правительство стало меньше интересоваться судьбой лже-Ивашки, уменьшив его содержание до 100 золотых в год. При новом короле Владиславе IV разгорелась новая война с Россией, закончившаяся подписанием вечного мира в 1634 году, покончившего со всеми разногласиями между двумя государствами, в связи с чем король запретил называть Лубу царевичем.
В 1633 году Лев Сапега умер, после чего о самозванце на время забыли. Примерно в это время, по свидетельству самого Лубы, шляхтич Белинский открыл ему его истинное происхождение, объяснив при этом, что «царевичем» его назвали на всякий случай, чтобы иметь возможное давление на Москву. Не имея средств к существованию, Луба поступил писарем к капитану наёмной пехоты пану Осинскому и жил у него в Брест-Литовске. При этом он заявлял о своём желании уйти в ксёндзы.

## Противостояние с Москвой и дальнейшая судьба
В 1640-е годы до Московского правительства дошли слухи, что в Брест-Литовске живет самозванец, который выдаёт себя за сына царя Дмитрия. По дошедшим до Москвы сведениям, этот «вор» имел у себя на спине «царские знаки» в виде герба. Во многом известия о Яне Лубе попали к российским властям благодаря воспитателю Лубы — игумену Афанасию, донёсшему о лже-Ивашке в Москву. В 1643 году царь Михаил Фёдорович послал в Речь Посполитую на переговоры московских послов: князя Алексея Львова, думного дворянина Григория Пушкина и дьяка Михаила Волошенинова. Помимо дела Лубы, у них также была цель обличить другого самозванца, находившегося в тот момент в Польше — лже Симеона Шуйского, выдававшего себя за несуществующего сына русского царя Василия IV (но ещё до этих событий лже-Симеон бесследно исчез).
Московское посольство стало требовать от Речи Посполитой выдачи или казни Яна Фаустина. Польское правительство отказалось это сделать, объясняя, что Луба «назывался царевичем Иваном Дмитриевичем раньше, а теперь не называется» и природного шляхтича они выдать никак не могут. Переговоры затянулись до 1644 года. Во время этих событий самозванец был представлен перед российскими послами и был ими допрошен. В ходе расследования также выяснилось, что Луба не имел на спине никаких «царских знаков». Однако московские послы настаивали на казни Лубы, опасаясь, что он может сбежать к казакам в Запорожскую Сечь и «смуту учинить» против русского царя. Наконец, стороны сошлись на том, что Ян Фаустин вместе с королевским послом Гавриилом Стемпковским прибудет в Москву для личного объяснения с царём, при этом ему была обещана гарантия неприкосновенности.
В ноябре 1644 года лже-царевич прибыл в Москву, однако переговоры вновь зашли в тупик. Польский посол заявлял о невиновности Лубы, и более того, сообщил о желании того перейти в духовное сословие — тем самым, он, по словам посла, не мог представлять никакой опасности для русского царя. Но русская сторона по прежнему настаивала на выдачи и казни Яна Лубы, при этом указывая на то, что Лжедмитрий I также происходил из духовного сословия, и это не помешало ему начать военные действия против Русского царства. Путаницу в деле также создала грамота, попавшая в руки московских властей, и адресованная османскому султану от «царевича Ивана». Как выяснилось позже, её составителем был другой самозванец, лже-Ивашка II, действовавший в то же время в Турции. В июле 1645 года переговоры временно были приостановлены, так как царь Михаил Фёдорович Романов скончался от болезни. Новый царь Алексей Михайлович отпустил Яна Лубу, заручившись обещаниями от польской стороны, что Луба «к Московскому государству причитанья никогда иметь не будет, и царским именем называться не станет».
По возвращении Яна Лубы в Польшу король Владислав IV назначил его писарем королевской пехоты. Однако в январе 1646 года до Москвы дошли слухи, что Ян Фаустин Луба по прежнему выдаёт себя за «царевича Ивана» и распускает слухи, что будто бы сам русский царь признал его таковым, но отпустил, взяв обещание с «царевича» не претендовать на российский престол. Московское посольство вновь стало требовать выдать или казнить самозванца, но польская сторона заявляла о невозможности это сделать, объясняя, что Луба служит писарем в королевской пехоте и «приставлена к нему стража и держат его с большим береженьем». Тем не менее в конституции сейма от 5 декабря 1646 года референдарием Далматом Исайковским был предложен  законопроект, посвящённый Яну Лубе «О Лубе, дворянине польском». Согласно этому документу, Яну Фаустину ограничивался выезд из страны, а также он не признавался сыном Марины Мнишек. Законопроект специально не рассматривался сеймом, но был напечатан и соответственно вступил в силу.
По поводу дальнейшей судьбы Яна Фаустина Лубы существуют три версии. По одной из них, он погиб 23 сентября 1648 года в битве с татарами под Пилявцами во время восстания Богдана Хмельницкого. По другой, он уцелел в сражении, вернулся в Польшу и прожил остаток жизни, кормясь по панским домам. По третьей версии, он нарушил запрет сейма и уехал в Швецию, где был похищен русскими, вывезен в Москву и казнён.